# Großsteingrab Steddorf

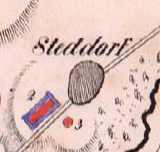
Lage des Grabes (Nr. 2) nach von Estorff

Das Großsteingrab Steddorf war eine megalithische Grabanlage der jungsteinzeitlichen Trichterbecherkultur bei Steddorf, einem Ortsteil von Bienenbüttel im Landkreis Uelzen (Niedersachsen). Es wurde im 19. Jahrhundert zerstört. Das Grab befand sich südwestlich von Steddorf und nördlich des Weges nach Rieste; in der Nähe lag ein Grabhügel. Das Grab war bei seiner Dokumentation durch Georg Otto Carl von Estorff in den 1840er Jahren schon stark zerstört, möglicherweise handelte es auch um die Reste von zwei Anlagen. Über Ausrichtung, Maße und Grabtyp liegen keine Informationen vor.